# Ashton (Idaho)
Ashton – miasto w Stanach Zjednoczonych, w stanie Idaho, w hrabstwie Fremont.